# Resolució 1512 del Consell de Seguretat de les Nacions Unides
La Resolució 1512 del Consell de Seguretat de les Nacions Unides fou adoptada per unanimitat el 27 d'octubre de 2003. Després de reafirmar les resolucions 955 (1994), 1165 (1998), 1329 (2000), 1411 (2002) i 1431 (2002) i 1503 (2003) sobre Ruanda el Consell va augmentar el nombre de jutges temporals que actuen al mateix temps en el Tribunal Penal Internacional per a Ruanda (TPIR) de quatre a nou.
El Consell de Seguretat era convençut de la necessitat d'augmentar el poder dels jutges temporals al TPIR per tal que poguessin adjudicar-se en processos preliminars en altres casos, a més dels seus propis judicis. A més, també s'incrementaria el nombre de jutges temporals nomenats en un moment per assegurar la finalització de totes les activitats judicials en primera instància cap a la fi de 2008. Actuant sota el Capítol VII de la Carta de les Nacions Unides, es van fer canvis rellevants a l'Estatut del TPIR.